# На запад (фильм, 1992)
«На за́пад» (англ. Into the West) — приключенческий семейный фильм режиссёра Майка Ньюэлла. В кинопрокате — с 11 декабря 1992 года.
Фильм был отмечен премией «Молодой актёр» и получил награды как лучший в рамках кинофестивалей Cleveland International Film Festival и Nederlands Film Festival.

## Сюжет
Загадочным образом посреди бедного жилого квартала Дублина дедушка Уард и двое его внуков находят белого жеребца, которого называют Тир на Ног. Младший внук — Осси — единственный, кому удаётся ладить с конём, поэтому мальчику и его старшему брату Тито поручено о нём позаботиться. Они кое-как размещают коня на квартире своего отца — Папы Рейли, пристрастившегося к алкоголю из-за смерти любимой жены. Но из-за жалоб соседей полиция увозит лошадь.
Нечистый на руку богач-конезаводчик прибирает коня к рукам. Но братья, любящие смотреть вестерны, решают вызволить друга и сбежать с ним к пустынному побережью страны, однако у жеребца есть и свои планы на этот счёт. Отец — в прошлом лидер исконно кочующей группы ирландцев, которого прозвали когда-то «Королём странников», — уходит на поиски сыновей. Детей также разыскивает полиция и подручные конезаводчика, желающие отобрать у них необычного скакуна.

## В ролях
| Актёр              | Роль                  |
| ------------------ | --------------------- |
| Гэбриэл Бирн       | Папа Рейли            |
| Эллен Баркин       | Кэтлин                |
| Киаран Фицджеральд | Осси                  |
| Руайдри Конрой     | Тито                  |
| Дэвид Келли        | дедушка Уард          |
| Джонни Мёрфи       | Охотник               |
| Колм Мини          | Барреллер             |
| Джон Кавана        | Хартнетт              |
| Брендан Глисон     | инспектор Болджер     |
| Джим Нортон        | суперинтендант О'Мара |